# Mile Ćalović
Mile Ćalović (srbsko Миле Ћаловић), srbski general, * 7. april 1913, † 1977.

## Življenjepis
Leta 1941 se je pridružil NOVJ in KPJ. Med vojno je bil poveljnik več enot (1. južnomoravski odred, 2. srbska brigada, 24. divizija).
Po vojni je končal sovjetsko Pehotno častniško šolo, VVA JLA in Vojno šolo JLA. Pozneje je predaval na VVA JLA, postal načelnik operativnega oddelka armade, načelnik oddelka v Generalštabu JLA, načelnik Republiškega štaba narodne obrambe Srbije,...

## Odlikovanja
- Red vojne zastave
- Red bratstva in enotnosti